# Wilhelm Weismann
Pour les articles homonymes, voir Weismann.
Wilhelm Weismann, né le 20 septembre 1900 à Alfdorf, royaume de Wurtemberg, et mort le 14 mai 1980 à Leipzig, est un compositeur et musicologue allemand, spécialiste de l'étude de la Renaissance.

## Biographie
Weismann est né le 20 septembre 1900 à Alfdorf, sur le plateau de la forêt de Welzheim. Ses parents tenaient un magasin, mais sa mère, sœur du musicologue Alfred Heuß, encouragea ses penchants artistiques. Il reçut ses premiers cours de piano et de musique très jeune. Dès le début, le fils du marchand montra son intérêt pour la musique en composant des petits chœurs.
Après avoir longuement lutté pour obtenir la permission de son père, Weismann étudia de 1919 à 1921 au Conservatoire de Stuttgart puis à Leipzig, dans la classe de composition de Sigfrid Karg-Elert, et en musicologie avec Hermann Abert et Arnold Schering. Après ses études, il fit un voyage mémorable en Italie, parcourant la Sicile, Rome, Naples et Florence en 1924. L'architecture et la peinture italiennes l’impressionnèrent grandement. Il découvrit alors les compositions originales de Carlo Gesualdo, dont il s’inspira immédiatement pour composer ses "quatre madrigaux italiens", en 1925 pour les journées musicales de Donaueschingen, qui le rendirent célèbre du jour au lendemain.
À partir de 1924, il fut rédacteur en chef et correspondant du Journal of Music, dont le rédacteur en chef était son oncle Alfred Heuss. En 1929, il devint rédacteur en chef de l'éditeur musical de Leipzig, les Éditions Peters, où il fut nommé en 1956 — pour la première fois dans l'histoire de cette maison d’édition — rédacteur en chef. En plus des publications, il supervisait les nouvelles Peters et fonda le répertoire annuel allemand de musicologie, élargissant les contributions de l'édition à la musique contemporaine à partir de 1945. Il a promu de nombreux jeunes collègues compositeurs. Grâce à lui, le célèbre pianiste et pédagogue Bronislaw von Pozniak mit au point la nouvelle édition des œuvres pour piano de Chopin dans l'édition Peters.
De 1946 à 1955, puis de 1961 à 1976, il enseigna à l'Académie de Musique de Leipzig en tant que professeur. De 1957 à 1967, il dirigea, en collaboration avec Glenn Watkins, la première édition complète des madrigaux de Gesualdo.
En 1968, il protesta dans un télégramme au maire de Leipzig contre la démolition de l'église de l'université qu’il considérait comme un « monument culturel unique ».
Wilhelm Weismann est décédé le 14 mai 1980 à Leipzig.

## Œuvres (sélection)
- Vier italienische Madrigale (« Quatre madrigaux italiens », 1925)
- Psaume 23 Der Herr ist mein Hirte (« Le Seigneur est mon berger »), pour soliste et chœurs (1954)
- Concert pour solistes, chœur mixte et orgue (1957)
- Trois Madrigaux sur des poèmes de Friedrich Hölderlin (1963)
- Les quatre saisons, madrigaux. (1970)
- La Sulamite, concerto pour soprano solo, chœurs et grand orchestre (1975)
- Mein Schwäbisches Liederbuch (« Mon livre de chants souabes ») pour voix et piano
- Sechs Lieder sur de vieux poèmes allemands pour voix et piano.

## Source
- (de) Cet article est partiellement ou en totalité issu de l’article de Wikipédia en allemand intitulé « Wilhelm Weismann » (voir la liste des auteurs).